# Număr centrat pentagonal

Un număr centrat pentagonal este un număr figurativ centrat care reprezintă un pentagon cu un punct în centru și toate celelalte puncte care înconjoară centrul în straturi pentagonale succesive. Numărul centrat pentagonal pentru n este dat de formula (expresia algebrică):
{\displaystyle P_{n}={{5n^{2}-5n+2} \over 2},n\geq 1}
Primele câteva numere centrate pentagonale sunt:
1, 6, 16, 31, 51, 76, 106, 141, 181, 226, 276, 331, 391, 456, 526, 601, 681, 766, 856, 951, 1051, 1156, 1266, 1381, 1501, 1626, 1756, 1891, 2031, 2176, 2326, 2481, 2641, 2806, 2976...
Paritatea numerelor centrate pentagonale urmează modelul par-impar-impar, iar în baza 10 urmează modelul „1-6-6-1” (ultima cifră).